# Africamericanos
Africamericanos es un proyecto artístico y de investigación de carácter transmediático que incluye, entre otros soportes, una exposición y una página web con diversos contenidos, todos los cuales discuten la construcción de imaginarios asociados a las comunidades afrodescendientes de América Latina y el Caribe.
De manera más precisa, el proyecto busca reflexionar sobre los procesos históricos "de invisibilización, blanqueamiento, ocultación y deconstrucción de la imagen de los afrodescendientes en casi todos los países latinoamericanos, por lo que resulta fundamental desvelar y reconstruir el mapa visual de la diáspora africana en esta región y reflexionar sobre los estereotipos que pesan sobre esta cultura".

## Exposición
Hasta finales de 2019, la exposición surgida de este proyecto, cuyo título se escribe AfricAmericanos, había sido exhibida en el Centro Mexicano de la Imagen, en la Ciudad de México (16 de agosto a 11 de noviembre de 2018), así como en el Museo Amparo, en la ciudad mexicana de Puebla (30 de agosto de 2019 a 13 de enero de 2020). Una versión reproducida se expuso del 2 al 5 de octubre en Medellín, Colombia, en el marco del Festival GABO, la cual incluía fotografías de Liliana Angulo (Colombia), Maya Goded (México), Sandra Eleta (Panamá), Jorge Panchoaga (Colombia), Cristina de Middel (España) y Bruno Morais (Brasil).
La muestra, en su versión completa, integrada obras de 70 artistas, realizadas en distintas disciplinas, siendo la principal la fotografía; se incluyen también instalaciones artísticas, esculturas, pinturas, serigrafías, que muestran a comunidades afrodescendientes en México, Nicaragua, Costa Rica, Panamá, Haití, Cuba, Venezuela, Colombia, Guyana Francesa, Surinam Ecuador, Perú, Brasil y Argentina.
La curaduría y gestión general del proyecto es del catalán Claudi Carreras, quien en 2015 comenzó a investigar el tema luego de darse cuenta de que la presencia africana en la construcción de Estados Unidos es un tema muy estudiado, no así en el resto del continente. En particular, observó que en Brasil, país donde una mayoría de la población se considera afrodescendiente, su representación en la cultura es proporcionalmente baja.
La exposición incluye fotografías de archivo y materiales de distintos acerbos de América Latina, así como obras realizadas con anterioridad y otras especialmente para el proyecto. Como parte del montaje en el Museo Amparo se incluyó un video de la canción Me gritaron negra de la peruana Victoria Santa Cruz, cuyo audio invade otras salas y que tiene versos como Me alacié el cabello, / me polveé la cara, / y entre mis entrañas siempre resonaba la misma palabra / ¡Negra! ¡Negra! ¡Negra! ¡Negra! / ¡Negra! ¡Negra! ¡Neeegra! 

### Artistas participantes por país
- México: Yael Martínez, Maya Goded, Mara Sánchez Renero, Koral Carballo, Hugo Arellanes, Olga Manzano, Baltazar Castellano Melo.
- México-Colombia: Manuel González de la Parra
- Argentina-México: Luján Agusti
- Argentina: Nicolás Janowski
- Costa Rica: Marton Robinson
- Panamá: Sandra Eleta, Virgilio Esquina de la Espada "Tito", Gustavo Esquina de la Espada, Manuel Golden “Tatú”
- Nicaragua: Claudia Gordillo, María José Álvarez
- Cuba: Yomer Montejo
- Haití: Josué Azor
- Italia-Antillas: Nicola Lo Calzo
- Venezuela: Nelson Garrido, Christian Belpaire
- Colombia: Carolina Navas, Pablo Chaco, Liliana Angulo, Jorge Panchoaga
- Ecuador: Isadora Romero, Karina Skvirsky
- Perú: Leslie Searles, Lorry Salcedo
- Brasil: Rosana Paulino, Eustáquio Neves, Luisa Dörr, Maureen Bisilliat, José Medeiros, Jonathas de Andrade, Cristina de Middel y Bruno Morais, Angélica Dass[8]